# Nashik (Distrikt)
Der Distrikt Nashik (Marathi: नाशिक जिल्हा) ist einer von 35 Distrikten des Staates Maharashtra in Indien.
Die Stadt Nashik ist Verwaltungssitz des Distrikts. Die letzte Volkszählung im Jahr 2011 ergab eine Gesamtbevölkerungszahl von 6.107.187 Menschen.

## Geschichte
Von vorchristlicher Zeit bis ins Jahr 1345 wurde das Gebiet – wie die ganze Region – von diversen buddhistischen und hinduistischen Herrschern regiert. Der erste namentlich bekannte Staat war das Maurya-Reich, die letzte nichtmuslimische Dynastie waren die Yadava.
Nach einem Feldzug der Truppen des Sultanats Delhi unter dem Kommando von Ala-ud-din wurde die Region 1295 muslimischen Regenten tributpflichtig. 1318 verwüsteten muslimische Heere nach Einstellung der Tributzahlungen die Gegend. Von 1345 bis ins Jahr 1760 herrschten verschiedene muslimische Dynastien (Tuglukh, Bahmani – effektiv ihre Statthalter, die Farukis – Dekkan-Sultanate, die Großmoguln und der Nizam von Hyderabad). Durch den Sieg der Marathen in der Schlacht von Bhalki geriet das Gebiet 1760 unter die Herrschaft der Marathen.
Nach der Niederlage der Marathen begann am 3. Juni 1818 die Kolonialzeit für die Gegend mit der Übergabe an die Britische Ostindien-Kompanie. Das Gebiet gehörte vorerst teils zu Khandesh, teils zu Ahmednagar der Central Division innerhalb der Präsidentschaft Bombay. 1869 wurde dann aus Teilen dieser Distrikte der neue Distrikt Nasik (Nashik) geschaffen. Mit der Unabhängigkeit Indiens 1947 und der Neuordnung des Landes wurde es 1950 Teil des neuen Bundesstaats Bombay. Im Jahre 1960 wurde Bombay geteilt und das Gebiet kam zum neu geschaffenen Bundesstaat Maharashtra.

## Bevölkerung

### Bevölkerungsentwicklung
Wie überall in Indien wächst die Einwohnerzahl im Distrikt Nashik seit Jahrzehnten stark an. Doch verlangsamte sich das Wachstum in den Jahren 2001–2011 leicht auf rund 22 Prozent (22,3 %). In diesen zehn Jahren nahm die Bevölkerung dennoch um mehr als 1,1 Millionen Menschen zu. Die genauen Zahlen verdeutlicht folgende Tabelle:

### Bedeutende Orte
Einwohnerstärkste Ortschaft des Distrikts ist die Millionenstadt Nashik (Nasik). Mit Malegaon zählt ein weiterer Ort zu den Großstädten. Weitere bedeutende Städte mit einer Einwohnerschaft von mehr als 40.000 Menschen sind Manmad, Sinnar, Deolali Cantonment, Ozar, Yevla und Dyane. Die städtische Bevölkerung macht 42,53 Prozent der gesamten Bevölkerung aus.

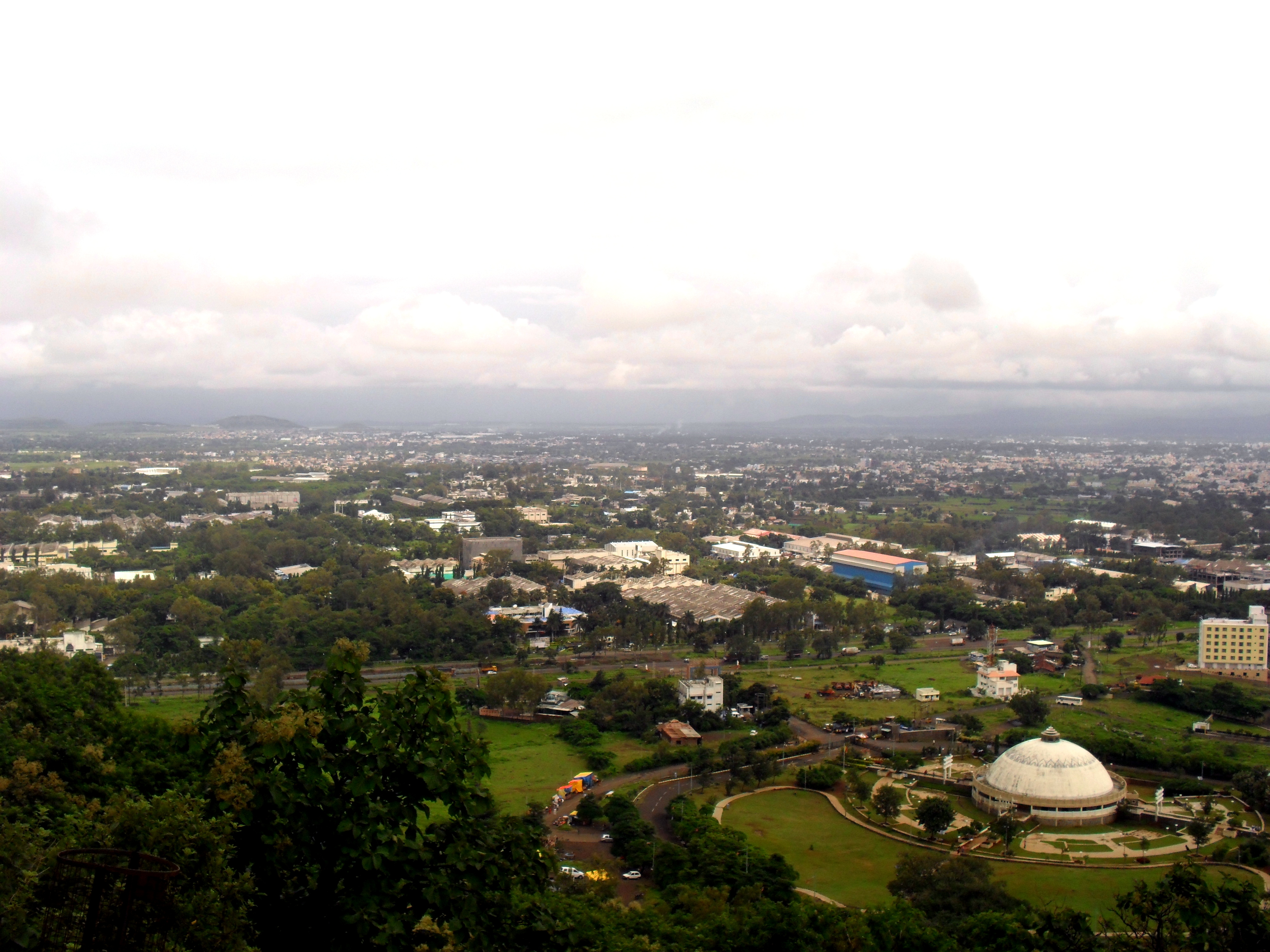
Blick auf die Stadt Nashik

### Bevölkerung des Distrikts nach Bekenntnissen

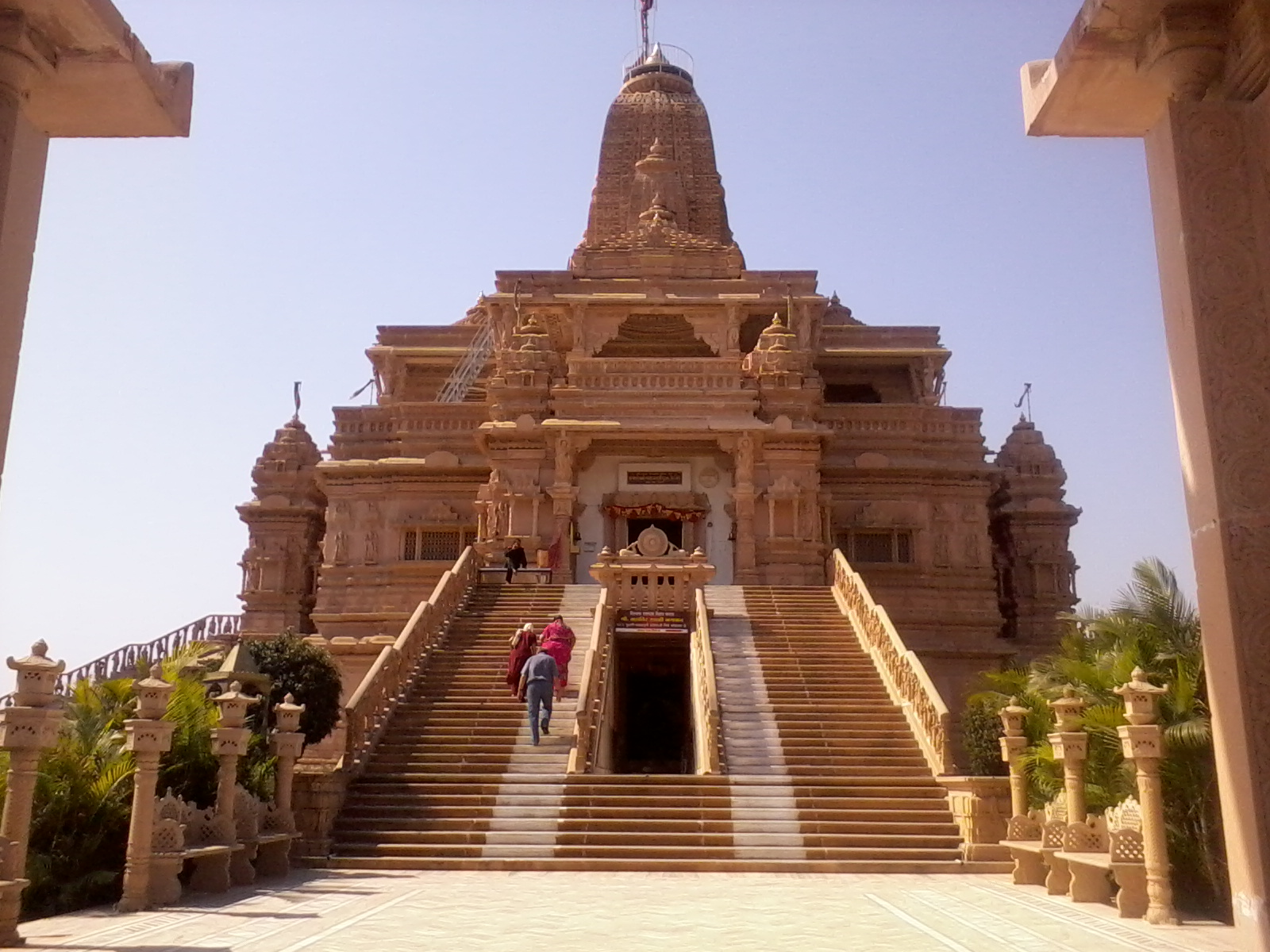
Der Jain Mandir Tempel in Nashik

Eine klar überwiegende Mehrheit von mehr als 86 Prozent der Bevölkerung sind Hindus. Einzige zahlenmäßig bedeutende Minderheit sind die Muslime. Die genaue religiöse Zusammensetzung der Bevölkerung zeigt folgende Tabelle:
| Jahr                                | Buddhisten | Buddhisten | Christen | Christen | Hindus    | Hindus  | Jainas | Jainas | Muslime | Muslime | Sikhs | Sikhs  | Andere | Andere | keine Angaben | keine Angaben | Total     | Total    |
| Jahr                                | Zahl       | %          | Zahl     | %        | Zahl      | %       | Zahl   | %      | Zahl    | %       | Zahl  | %      | Zahl   | %      | Zahl          | %             | Einwohner | %        |
| ----------------------------------- | ---------- | ---------- | -------- | -------- | --------- | ------- | ------ | ------ | ------- | ------- | ----- | ------ | ------ | ------ | ------------- | ------------- | --------- | -------- |
| 2001                                | 84.044     | 1,68 %     | 22.849   | 0,46 %   | 4.306.179 | 86,23 % | 35.135 | 0,70 % | 525.983 | 10,53 % | 8.766 | 0,18 % | 2.495  | 0,05 % | 8.345         | 0,17 %        | 4.993.796 | 100,00 % |
| Quelle: Volkszählung in Indien 2001 |            |            |          |          |           |         |        |        |         |         |       |        |        |        |               |               |           |          |

### Bevölkerung des Distrikts nach Sprachen
Eine klare Mehrheit von über 71 Prozent der Bevölkerung spricht Marathi. Es gibt einige größere Minderheiten. Bedeutende sprachliche Minderheiten mit mehr als 100.000 Muttersprachlern sind Urdu, Ahirani (eine Khandeshi-Sprache) und Hindi (mit Hindi-Dialekten 284.000 Personen). Konkani, Bhili/Bhilodi, Marwari (ein Rajasthani-Dialekt), Gujarati (41.424), Telugu (14.402), Sindhi (14.100), Malayalam (11.698), Banjari (ein Hindi-Dialekt;10.936) und Pandschabi (10.342) werden von jeweils über 10.000 Menschen als Muttersprache gesprochen. Die genaue sprachliche Zusammensetzung der Bevölkerung zeigt folgende Tabelle:
| Jahr                                | Marathi   | Marathi | Urdu    | Urdu   | Ahirani | Ahirani | Hindi   | Hindi  | Konkani | Konkani | Bhili/Bhilodi | Bhili/Bhilodi | Marwari | Marwari | Andere  | Andere | Total     | Total    |
| Jahr                                | Zahl      | %       | Zahl    | %      | Zahl    | %       | Zahl    | %      | Zahl    | %       | Zahl          | %             | Zahl    | %       | Zahl    | %      | Einwohner | %        |
| ----------------------------------- | --------- | ------- | ------- | ------ | ------- | ------- | ------- | ------ | ------- | ------- | ------------- | ------------- | ------- | ------- | ------- | ------ | --------- | -------- |
| 2001                                | 3.558.268 | 71,25 % | 422.814 | 8,47 % | 378.253 | 7,57 %  | 214.610 | 4,30 % | 106.927 | 2,14 %  | 86.975        | 1,74 %        | 42.620  | 0,85 %  | 183.329 | 3,67 % | 4.993.796 | 100,00 % |
| Quelle: Volkszählung in Indien 2001 |           |         |         |        |         |         |         |        |         |         |               |               |         |         |         |        |           |          |